# Betania (Chiapas)
Betania es una localidad del estado mexicano de Chiapas. Es parte del municipio de Teopisca.

## Demografía
| Gráfica de evolución demográfica |
|                                  |

| Censo | Población |
| ----- | --------- |
| 1990  | 1 282     |
| 2000  | 2 317     |
| 2010  | 2 274     |
| 2020  | 2 805     |